# Repos pendant la fuite en Égypte (David)
Le Repos pendant la fuite en Égypte est une peinture réalisée par le peintre flamand Gérard David entre 1512 et 1515 et conservée au Metropolitan Museum of Art à New York.

## Description
Le tableau peut être comparé à d'autres œuvres sur le même thème du même peintre conservées à Madrid, Washington, Lisbonne, Anvers et Rotterdam, bien que celui de New York montre une branche de pommes au lieu d'un panier. La fuite en Égypte d'Hérode est un épisode narré dans l'évangile de Matthieu (« Mt 2,13-18 {{{3}}} »).
C'est un thème populaire chez divers peintres à différentes périodes. David l'a peint à plusieurs reprises en utilisant différentes compositions, probablement pas à la suite de commandes, mais simplement destinées au marché. Beaucoup de ces œuvres sont presque identiques, à quelques petits détails près. Cependant, dans tous les cas, David se concentre sur la Vierge Marie assise en train d'allaiter l'Enfant Jésus, le tout dans un paysage forestier. Une scène liée au voyage en Égypte est également généralement remarquée en arrière-plan.

Autres versions du Repos pendant la fuite en Égypte.
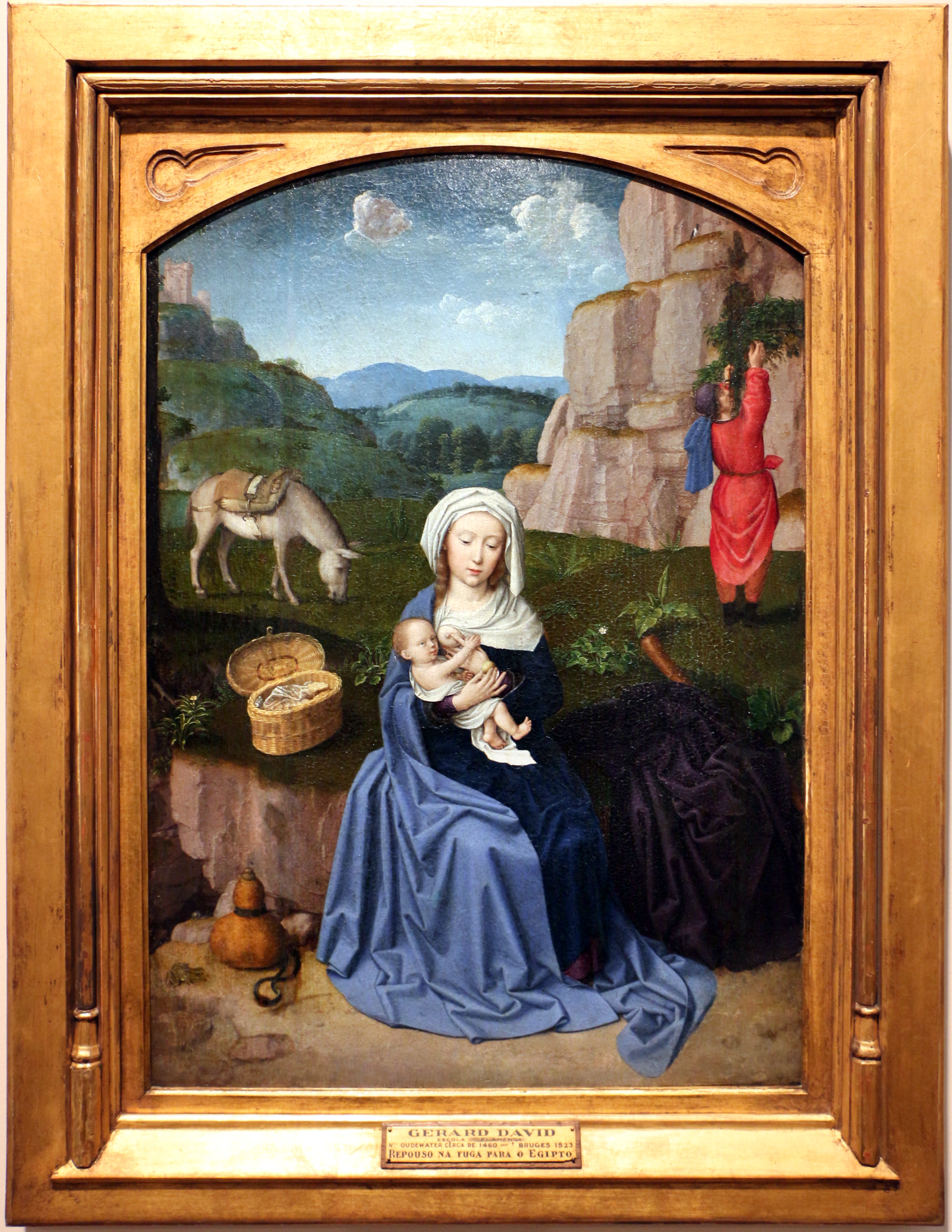
(vers 1501-1520), Museu Nacional de Arte Antiga à Lisbonne.
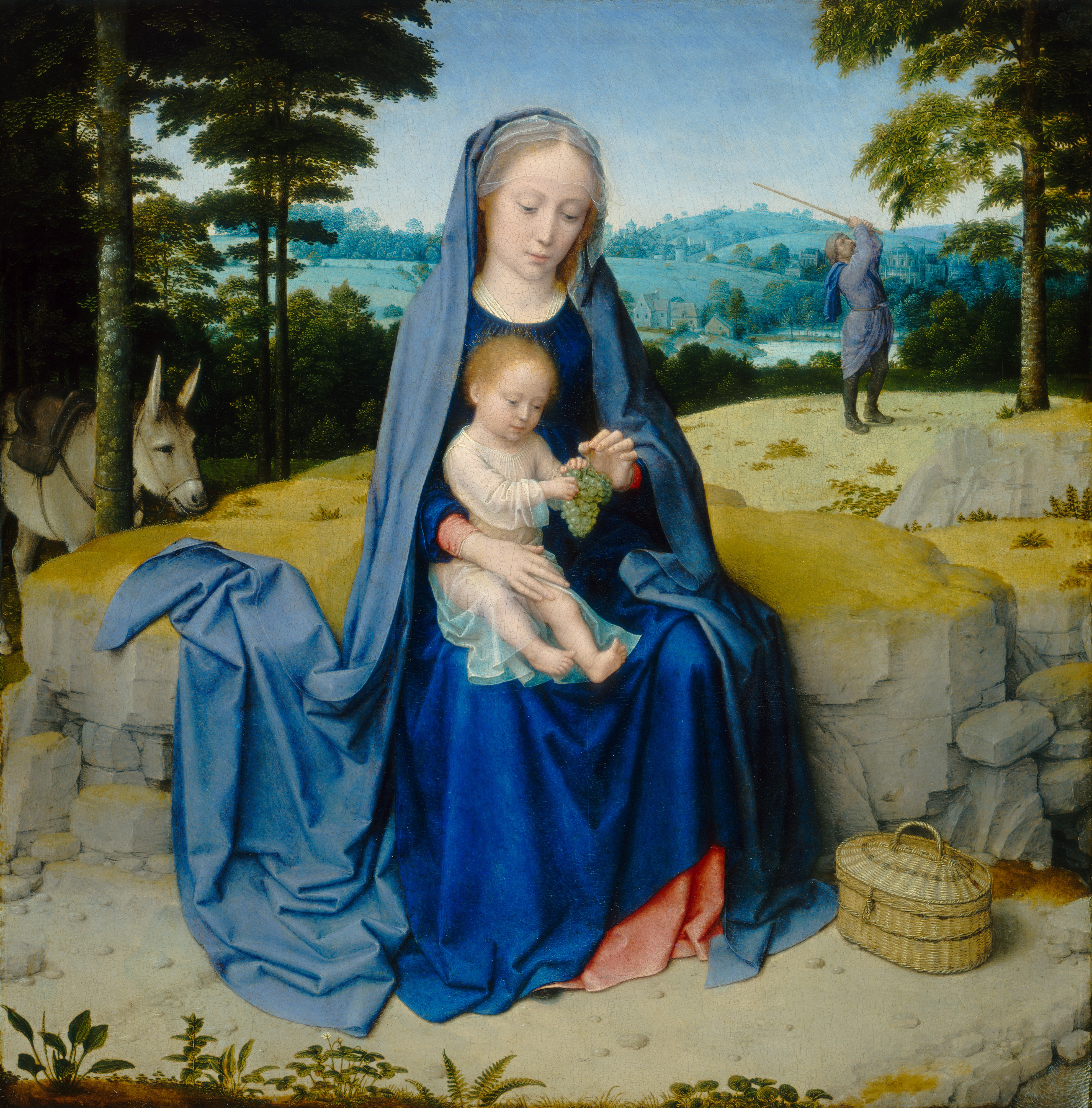
(vers 1510), à la National Gallery of Art de Washington.
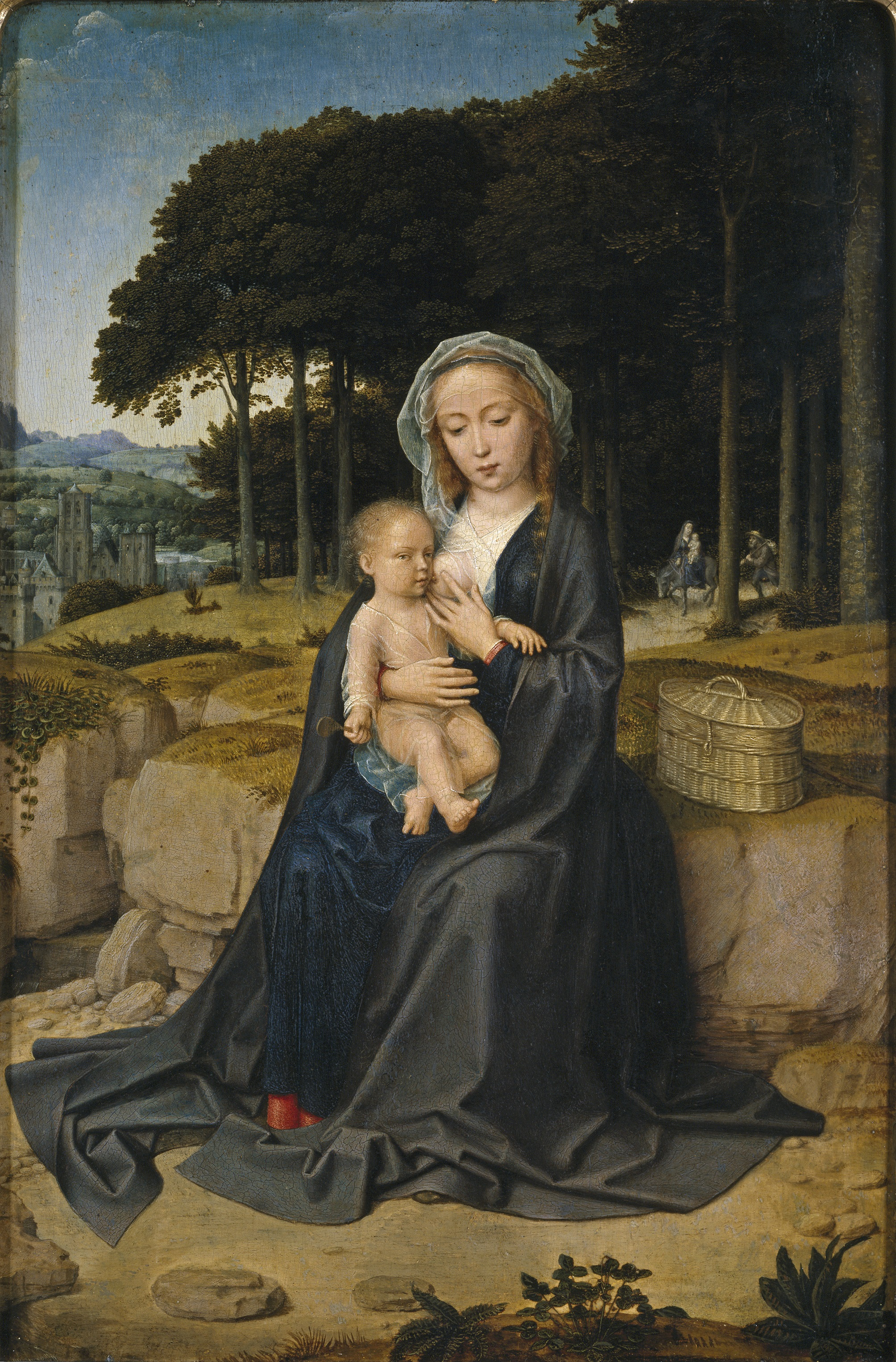
(vers 1515), au musée du Prado, Madrid.
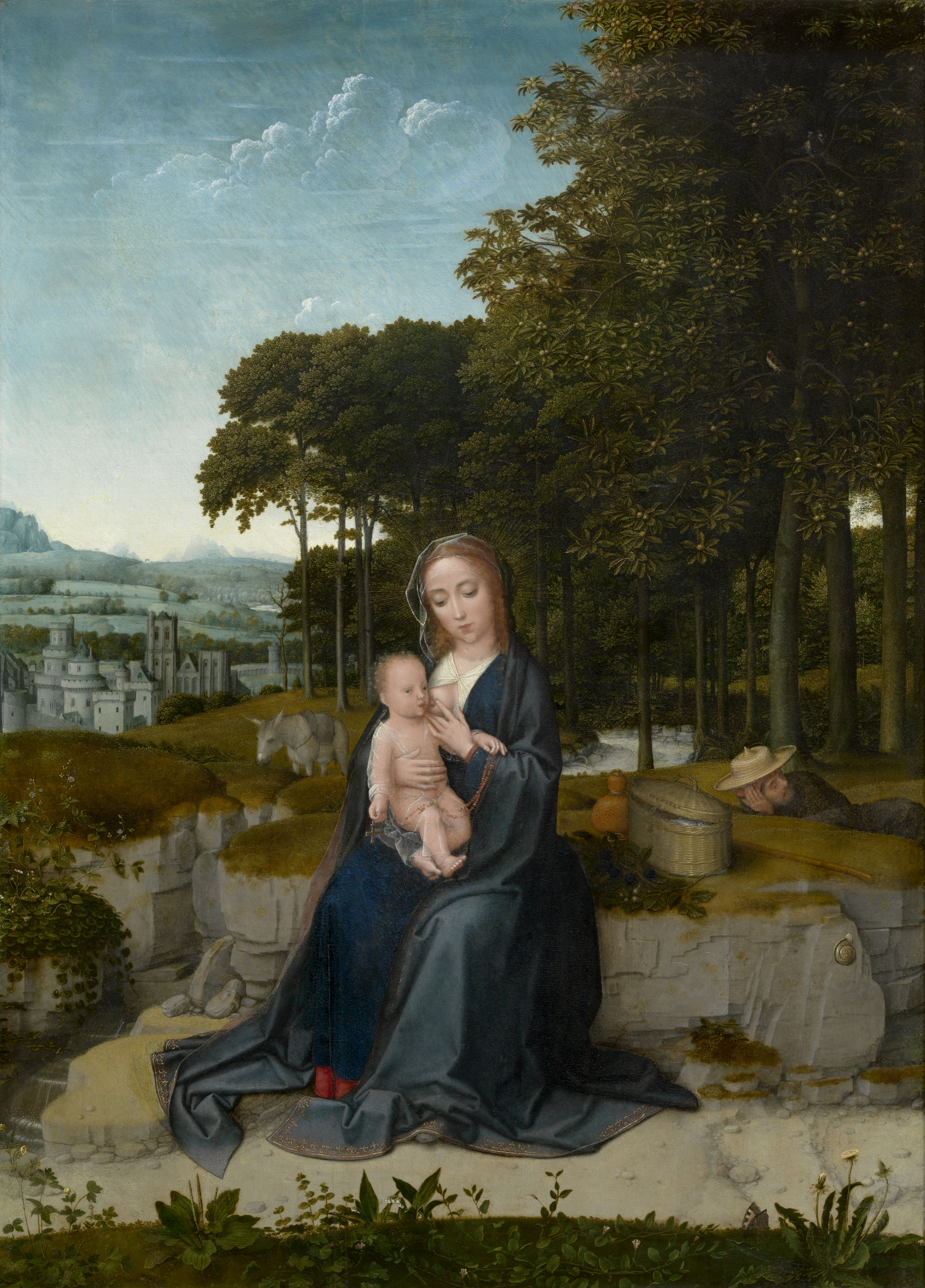
(vers 1515), au musée des Beaux-Arts d'Anvers.

Vierge à l'enfant dans un paysage.
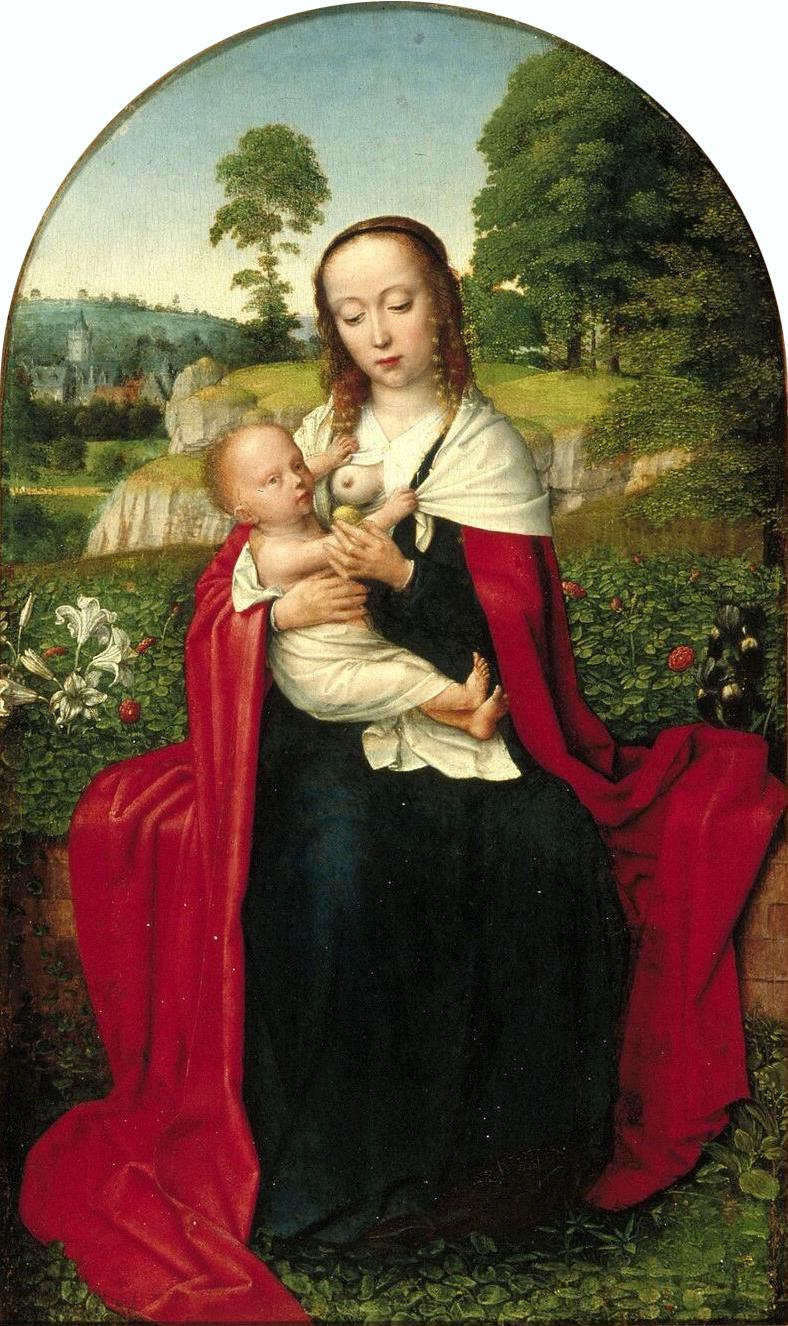
(vers 1520), Musée Boijmans Van Beuningen à Rotterdam.